# Baškut
Baškut (u mađarskih Hrvata također i Vaškut, mađ. Vaskút, nje. Waschkut, Eisenbrunn) je selo u jugoistočnoj Mađarskoj.
Zauzima površinu od 71,49 km četvornih.

## Zemljopisni položaj
Nalazi se nedaleko od Baje, na 46°07' sjeverne zemljopisne širine i 18°59' istočne zemljopisne dužine.

## Upravna organizacija
Upravno pripada Bajskoj mikroregiji u Bačko-kiškunskoj županiji, nekoliko km istočno od Monoštorlije. Poštanski broj je 6521.
U Baškutu se nalaze jedinice Hrvatske manjinske samouprave i Njemačke manjinske samouprave u Republici Mađarskoj.

## Stanovništvo
U Baškutu (Vaškutu) živi 3654 stanovnika (2002.). Nijemaca je 16,2%, Hrvata je 1,2%, Srba je 0,6%, Roma je 0,5%, Rumunja je 0,3%, Slovaka je 0,2%% te ostalih. Rimokatolika je 79%, kavlinista je 4,6%, luterana je 0,6%, grkokatolika je 0,2% te ostalih.
Pored Mađara, u Baškutu žive i Hrvati.

U povijesti je Baškut bilježio brojnu hrvatsku zajednicu, uglavnom iz skupine Bunjevaca.

Do 1945. su u Baškutu većinsku zajednicu predstavljali Nijemci iz skupine podunavskih Švaba, koji su govorili svojim narječjem. Nakon što su otišli baškutski Nijemci, u Baškut su doseljeni Mađari iz Bukovine (iz skupine Sekelja) i Moldavije (iz skupine Čanga).

## Poznate osobe
- Stefan Schoblocher (1937.), pisac
- Grgur Peštalić (1755. – 1809.), hrv. pjesnik
- Fabijan Peštalić (1845. – 1909.), franjevac, pripadnik nacionalni preporoditelj podunavskih Hrvata

## Vanjske poveznice
- Baškut na fallingrain.com
- Glasnik br. 18/2005.  Arhivirana inačica izvorne stranice od 6. lipnja 2007. (Wayback Machine) (PDF)